# Li Lisan
 Li Lisan (李立三, pinyin Lǐ Lìsān) (18 novembre 1899 – 22 juin 1967) était un dirigeant communiste chinois et le secrétaire général du Parti communiste chinois (PCC) de 1928 à 1930.

## Biographie

### Origines
Li naquit à Liling dans la province du Hunan en 1899, sous le nom de Li Rongzhi. Son père était un instituteur traditionnel qui lui enseigna de nombreux poèmes traditionnels. En 1915 il se rendit à Changsha pour poursuivre ses études au collège. Il y vit une annonce dans un journal qui était écrite par un étudiant de la première école normale de Changsha qui signait avec le pseudonyme de 28 traits. Li vint à la rencontre de cette personne qui n’était autre que Mao Zedong. Plus tard, Li rejoignit l’armée du seigneur de la guerre local du Hunan. Un des commandants de division, Cheng Qian（程潜), parraina Li pour suivre des études à Pékin.
Lorsque Li se retrouva à Pékin, il demanda à aller étudier en France et y arriva en 1920. Il travailla à mi-temps comme fondeur dans une chaudronnerie pour payer ses études. Son maître était un membre du parti communiste, sous l’influence duquel Li commença à accepter le communisme et à participer dans des activités de lutte pour défendre les droits des travailleurs chinois en France. En 1921, Li fut expulsé de France vers la Chine avec une centaine d'autres chinois dont Chen Yi, par les autorités françaises
Quand Li rentra à Shanghai, il fut présenté à Chen Duxiu pour rejoindre le PCC. Le parti lui fournit l’occasion d’organiser les travailleurs de la mine de charbon du district d'Anyuan à Pingxiang. Étant le responsable syndical le plus important, Li recruta de nombreux membres pour le PCC et perfectionna son organisation. À la fin de l’année 1924, il y avait 900 membres du PCC en Chine dont 300 à la mine de charbon d’Anyuan. C’est à cette époque que Li montra son talent d’organisateur et de syndicaliste, avec Liu Shaoqi, qui devint plus tard son adjoint.
En 1926, Li se rendit à Wuhan, le centre ouvrier de la Chine pour diriger le mouvement syndical. Bien que Xiang Zhongfa qui devait devenir plus tard le Secrétaire général du Parti communiste chinois, fut le chef à cette époque, Li était en fait celui qui tirait les ficelles.
En 1927, après la rupture de l’alliance entre le Guomindang (parti nationaliste chinois) et le PCC, Li fut le premier à proposer le soulèvement de Nanchang contre le GMD. Bien que ce soulèvement se révélât imprudent et mal planifié et que son échec fût inévitable, il permit à Li de se placer dans un rôle central du PCC, au sein du 5e Politburo du Parti.

### Secrétaire général
En mars 1928, lors du sixième congrès du PCC à Moscou, Xiang, vieil ami de Li, fut élu membre du Politburo et Secrétaire général du Parti communiste chinois (au sein du 6e Politburo), avec le support du Komintern et de l’Union soviétique. Durant le règne de Xiang, Li Lisan joua un rôle de plus en plus important. Lorsque Xiang renvoya Cai, il choisit Li pour le remplacer et ce dernier devint un des quatre membres du Politburo et ministre de la propagande du PCC en octobre 1928. Quand le bureau d’Extrême-Orient du Komintern émit un ordre contre l’anti-droitisme et condamna le PCC pour être inefficace en ce sens en 1929, Xiang s’opposa à cette décision en précisant que Li était un candidat approprié pour faire le travail de communication. Lorsque Xiang envoya Zhou Enlai à Moscou pour de plus amples explications, Li remplaça Zhou dans les tâches d’organisation, ce qui lui permit de montrer ses talents.
Lorsque Xiang connut la décision du Komintern sur l’anti-droitisme, il prétendit que la révolution chinoise était à son climax. Li tourna cet aveuglement en un extrémisme, qui fut plus tard appelé la route de Lisan, appelant à une révolte armée dans les villes et à une extension de la révolution dans l’ensemble du pays. À partir de 1930, la route de Lisan était mûre avec le support de Xiang. Le PCC abandonna les affaires courantes gérées par le siège au profit de divisions dans toutes les provinces avec une préparation d’une révolte tous azimuts en octobre. Mais le Komintern exprima son désaccord en disant qu’il établissait des politiques par lesquelles le PCC devrait se concentrer sur des révoltes dans une ou plusieurs provinces seulement. Xiang soutint Li en considérant que c’était le moment de faire la révolution chinoise. Après plusieurs échanges, la tension monta entre Xiang et le Komintern. Les suspicions et les critiques du PCC envers le Komintern apparaissaient comme une traîtrise aux yeux de ce dernier.
Avec l’extrémisme et l’aveuglement de la route de Lisan, le PCC souffrit de lourdes pertes. En juillet 1930, l’armée communiste sous le commandement de Li Lisan captura Changsha dans la province du Hunan, mais les forces du GMD lui infligèrent une défaite quelques jours plus tard. Et les soulèvements dans les autres villes furent rapidement réprimés par le GMD. Le Kominterm renvoya Qu'Qiubai et Zhou Enlai en Chine pour appliquer ses politiques, et les 28 bolcheviks furent renvoyés par leur mentor pour prendre en charge la révolution chinoise. Ils saisirent cette occasion pour dénoncer Li. Xiang et Li ne réalisaient pas le danger et critiquèrent profondément ces jeunes étudiants immatures. Alors le Komintern envoya un télégramme pour demander à Li de se rendre à Moscou pour faire son autocritique. Pavel Mif alla à Shanghai comme émissaire du Kominterm. Sous la direction de Mif, la quatrième réunion plénière du sixième congrès national du PCC vit le remplacement de Li par le protégé de Mif, Wang Ming et ses compagnons du groupe des 28 bolcheviks.

### Exil
Li s’en alla à Moscou pour faire son autocritique. Durant les quinze années où il y resta il souffrit de nombreuses réprimandes, critiques et purges. Le parti communiste d’Union soviétique refusa son adhésion comme membre. Lorsque Wang Ming et Kang Sheng revinrent à Moscou comme représentants du PCC auprès du Komintern, ils persécutèrent Li par tous les moyens possibles. La seule consolation de Li fut de trouver en Union Soviétique la femme avec laquelle il passa le reste de sa vie. 

### Retour en Chine
Mao, par contre, ne l’oublia pas. Il le fit élire membre du comité central du PCC durant le septième congrès national du PCC à Yan'an. En 1946, Li retourna en Chine, d’abord en Mandchourie, où il travailla pour la division locale du PCC comme ministre du département des travaux de la ville. Lors de l’irruption de la guerre civile chinoise, Li fut nommé représentant en chef du PCC auprès du conseil d’arbitrage qui comprenait des membres du GMD et des représentants des États-Unis.
Après l’établissement de la république populaire de Chine en 1949, Li retourna là où il était expert. Il fut nommé ministre du Travail pour diriger les syndicats. Li se consacra à une cause ancienne et apporta des principes de gestion démocratique dans l’industrie.
Mais avec la rupture entre la Chine et l’Union Soviétique dans les années 1960, la vie de Li devint de plus en plus dure. Bien que son épouse russe acceptât la nationalité chinoise pour montrer sa loyauté à son mari, il n’avait aucun moyen d'améliorer sa situation. Durant la révolution culturelle, Kang Sheng n'épargna aucun effort pour dénoncer son ancien rival. Li fut étiqueté comme agent de l’Union soviétique et fut torturé par les gardes rouges physiquement et mentalement. Selon une version officielle, incapable de faire face à cette humiliation, Li se suicida en absorbant des somnifères après avoir écrit un testament pour Mao. Sa veuve, Elisabeth Kichkine, conteste cette version d'un suicide.